# Horní brána (Prachatice)
Horní brána (také Pasovská brána, německy Passauer Tor) je zaniklá městská brána v Prachaticích, městě v jihozápadních Čechách. Vznikla ve druhé polovině 14. století spolu s městským opevněním jakožto jedna ze dvou městských bran, tj. hlavních vstupů do města. V 19. století potom došlo k její demolici, její poslední zbytky byly odstraněny v roce 1860.

## Historie

### Vznik
Město Prachatice od 14. století chránily zbudované městské hradby. V opevnění byly zbudovány dva opevněné vstupy, Dolní (také Písecká) a Horní (později také Pasovská). Skládala z průjezdové věže a předbraní.Svými dispozicemi byla značně podobná Dolní bráně a pravděpodobně vznikly přibližně ve stejné době, tedy v 2. polovině 14. století. Horní brána je přímo připomenuta v pramenech v roce 1376. Procházela jimi obchodní trasa tzv. Zlaté stezky dopravující sůl z Rakous do Čech, procházející od Horní brány přes Solnou ulici na hlavní náměstí, a odtud přes Kostelní náměstí až k Dolní bráně. Obě brány také utrpěly poškození spolu s dalšími částmi opevnění při husitském obléhání a dobytí Prachatic roku 1420 a musely být následně opraveny. Horní brána zřejmě měla padací most i směrem k městu, což mohlo souviset s existencí tzv. Rožmberského hrádku zbudovaného v polovině 15. století.

### Přestavba

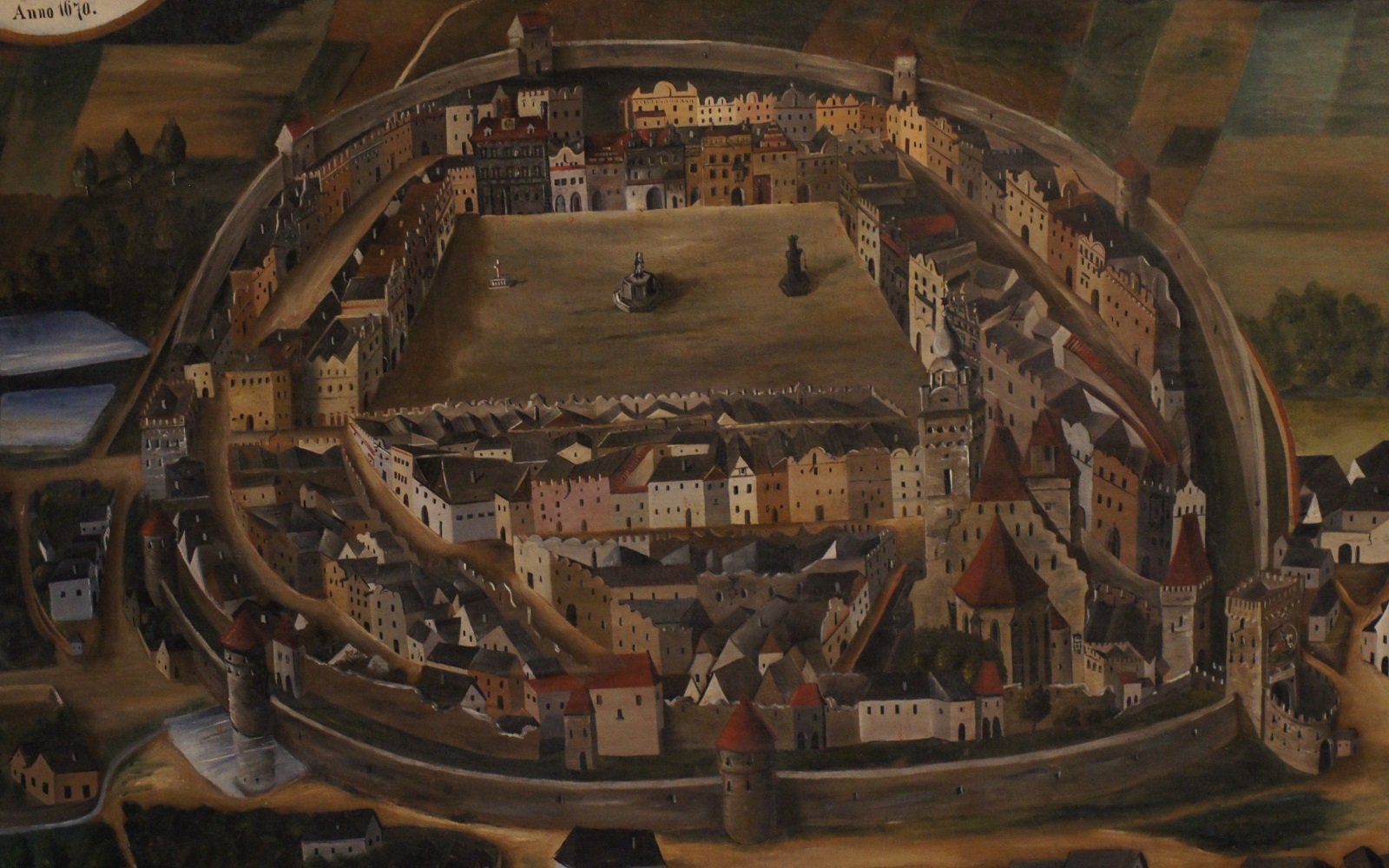
Vyobrazení Prachatic s městským opevněním z roku 1670, horní brána a Pevnostní rybník zobrazeny v levé části

Roku 1524 byla jako nadstavba nad branou vybudována renesanční tzv. Záblatská či také Červená bašta, kterou zdobil okrasný štít s platikou kohouta. Penězi na ni nuceně přispěli byvatelé nedalekého Záblatí poté, co prohráli soudní spor s Prachatickými ohledně jejich pokusu přesunout trasu Zlaté stezky do údolí řeky Blanice. Podoba brány zachytil Jan Willenberg na své vedutě Prachatic z roku 1602.
Během dvojího obléhání města za třicetileté války byla Horní brána zazděna, aby mohlo být město lépě hájeno, stavba pak prodělala vážné válečné poškození a její novější část musela být stržena. Opětovně se otevřela roku 1640. V době baroka (18. století) byly před bránou postaveny dvě kaple. Kaple sv. Jana Nepomuckého a větší kaple zasvěcená svatému Antonínu Paduánskému. Oba světci jsou považováni za patrony cestovatelů, koní a oslů. 

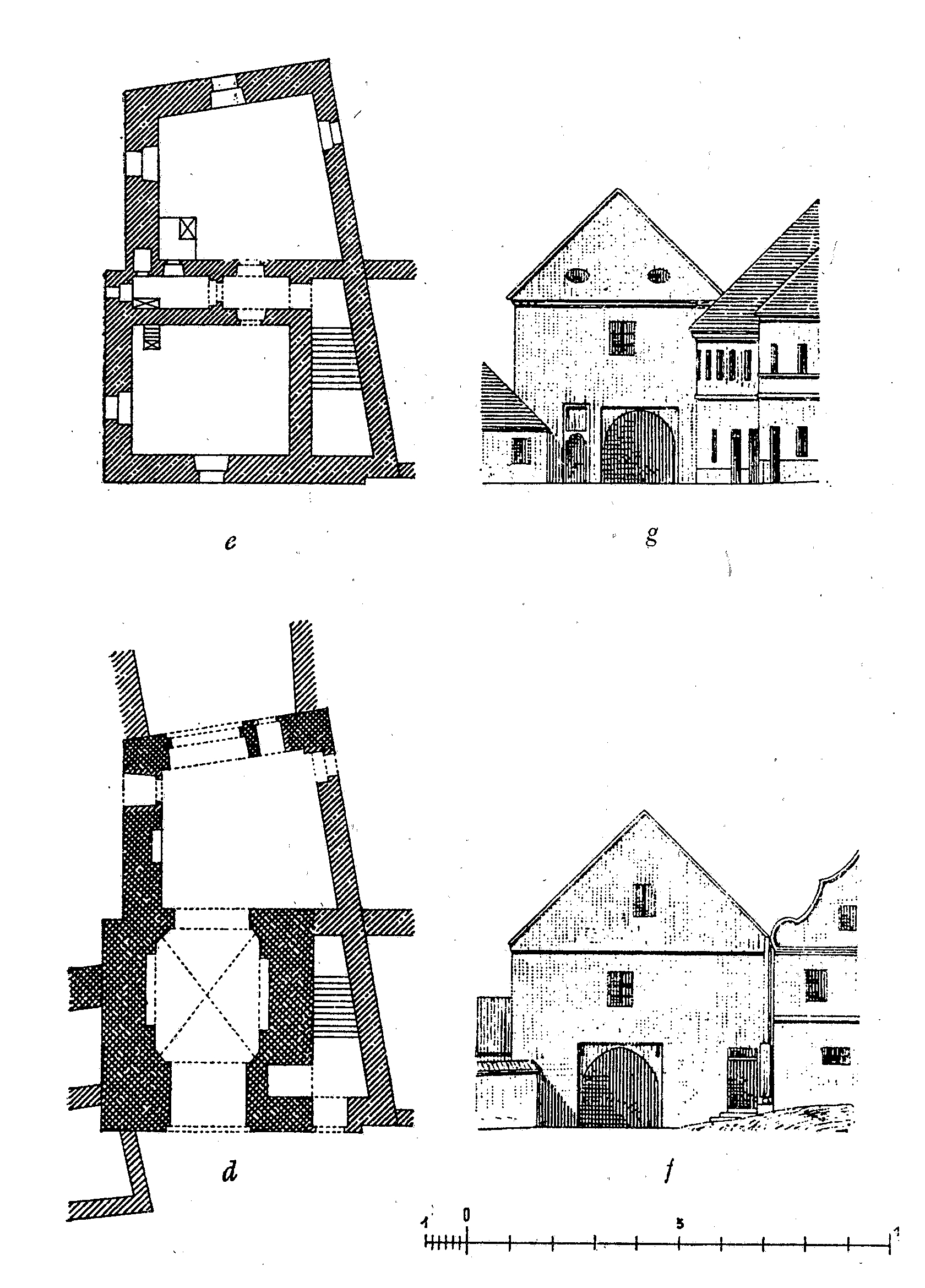
Zakreslení vnitřní části Horní brány z roku 1858

### Zánik
Již v 18. století již opevnění města pozbylo svůj strategický význam. Stavba brány průběžně chátrala, čístěčně byla rozebírána místními obyvateli na stavební materiál a částečně včleněna do městské zástavby. Její poslední zbytky byly roku 1858 zakresleny a na základě rozhodnutí rady města potom roku 1860 zbořeny. Tzv. Pevnostní rybník naproti areálu brány byl do roku 1881 srovnán se zemí a přeměněn okrášlovacím spolkem na městský park podle kurunní princezny Štěpánky Belgické Stephaniespark. Toto prostranství se mj. stalo prvním parkem zřízeným ve městě. Chránil jej také železný plot, odstraněný ve 40. a 50. letech 20. století.
Při výstavbě plynovodu v Solní ulici byl v roce 1993 prostor brány archeologicky prozkoumán, mj. došlo k odkrytí části základů a vrcholně středověké kamenné konstrukce. Ulice Solní byla v roce 2004 stavebně upravena.
Dolní neboli Písecká brána byla zachována a od května 1958 je chráněnou kulturní památkou.

### Památka
Do 21. století se dochovaly kromě základů, pouze boční zdi a dobře viditelné nárožní pilíře s navazující vnější hradbou u domů č.p. 126 a č.p. 127. Na jejím někdejším místě jsou umístěny dvě pamětní desky. První deska s nápisem „Horní brána“ připomíná polohu Horní brány v češtině a angličtině. Druhá připomíná rekonstrukci Solní ulice z roku 2004.

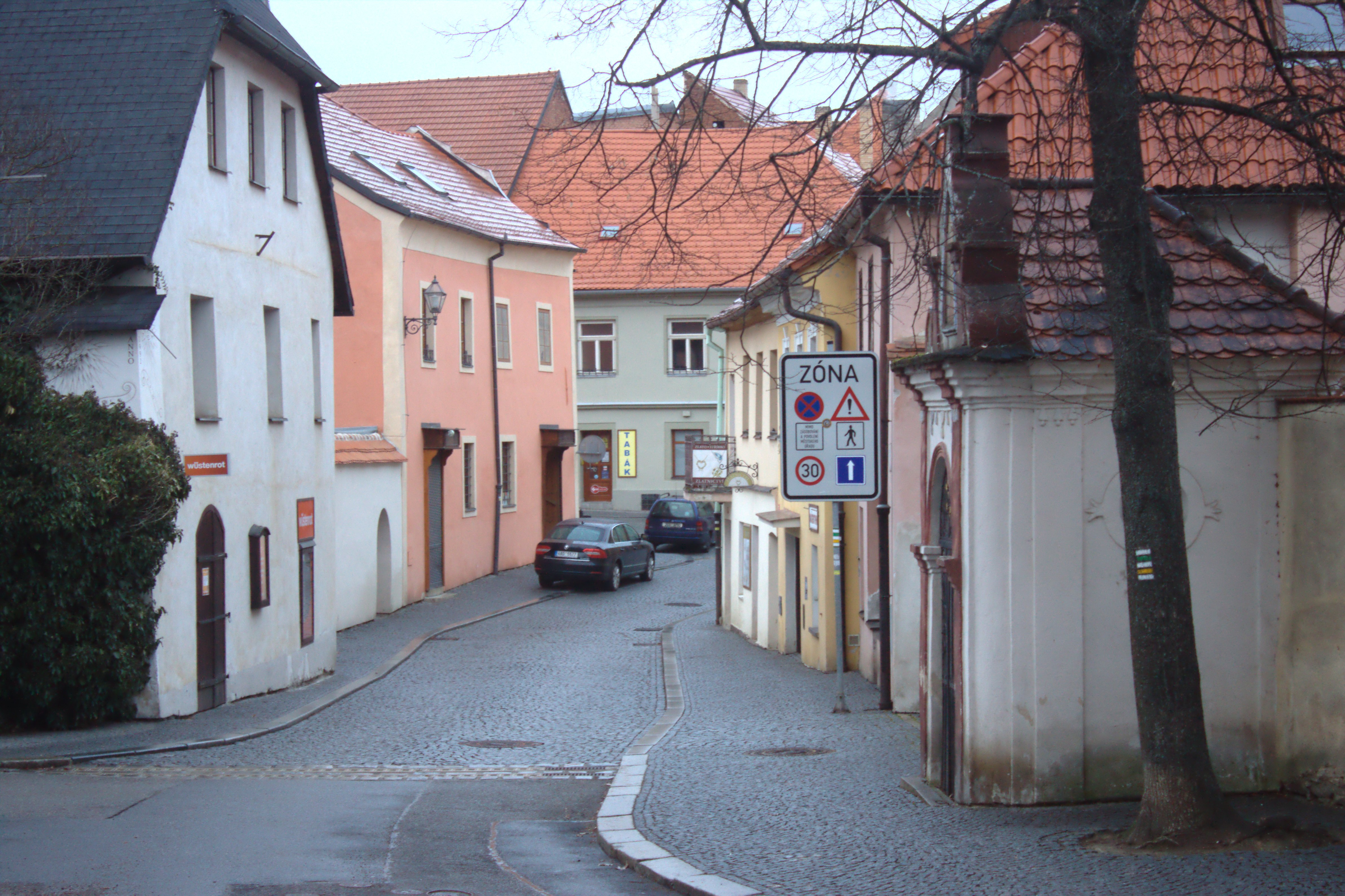
Začátek prachatické Solní ulice, kde stávala Horní brána, vpravo kaple svatého Jana Nepomuckého